# Carea viridipennis
Carea viridipennis är en fjärilsart som beskrevs av Druce 1911. Carea viridipennis ingår i släktet Carea och familjen trågspinnare. Inga underarter finns listade i Catalogue of Life.